# علاء عرفات
علاء عرفات، هو عضو قيادة جبهة التحرير والتغيير السورية. وأمين حزب الإرادة الشعبية، وعضو قيادة جبهة التغيير والتحرير وعضو هيئة التفاوض السورية.